# Monument över folkets hjältar

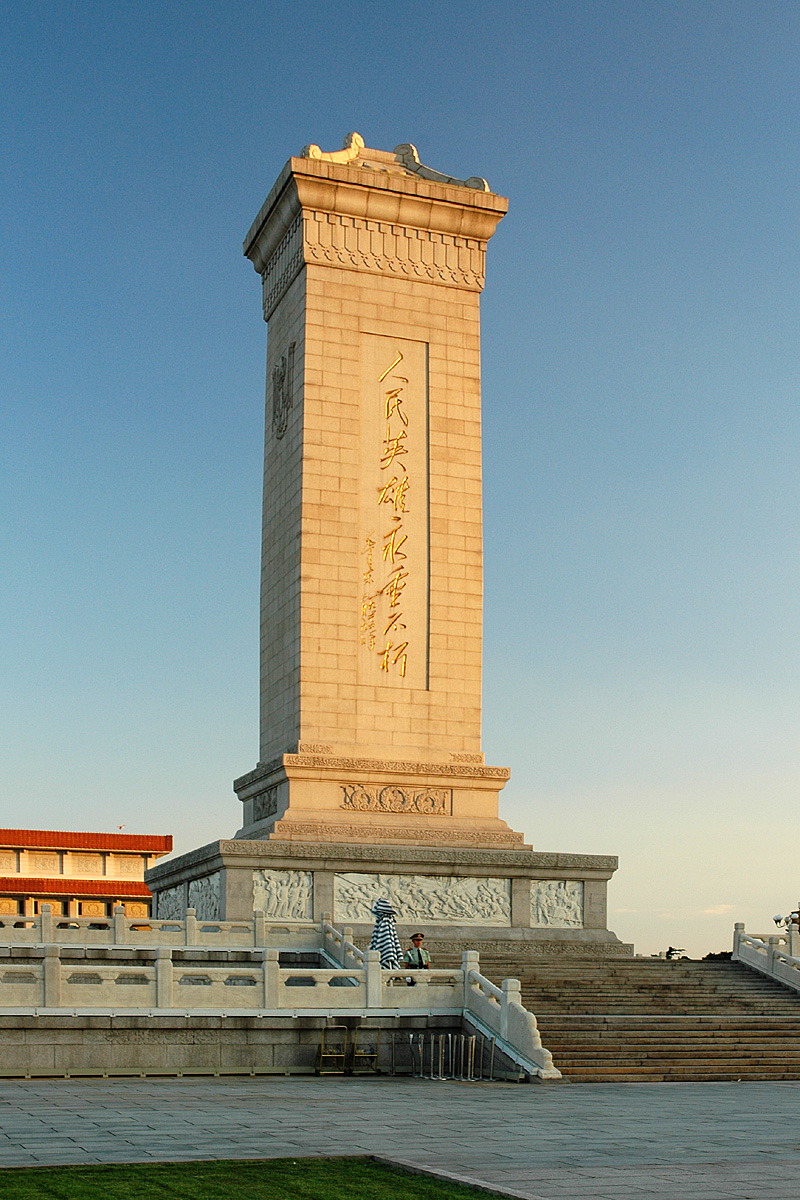
Den norra sidan av Monument över folkets hjältar.

Monument över folkets hjältar (kinesiska: 人民英雄纪念碑?, pinyin: Rénmín Yīngxióng Jìniànbēi) är ett monument som är centralt beläget i den södra delen av Himmelska fridens torg i Peking, norr om Mao Zedongs minneshall. 
Beslutet om att bygga ett monument tillägnat hjältar i Kinas historia togs vid den första Kinesiska folkets politiskt rådgivande konferens den 30 september 1949. Byggandet av monumentet påbörjades 1952 och avslutades 1958. Det invigdes den 1 maj 1958.
Monumentet är en fyrkantig byggnad av sten som täcker mer än 3000 kvadratmeter och är nästan 38 meter högt. På den norra sidan av monumentet finns en stor inskription med Mao Zedongs handskrivna ord "Evig ära över folkets hjältar". På den södra sidan finns ett längre meddelande av Mao med samma innebörd som är handskrivet av Zhou Enlai. De östra och västra sidorna är utsmyckade med mönster av bland annat femuddiga stjärnor och flaggor.